# Berresa rufa
Berresa rufa är en fjärilsart som beskrevs av Bethune-Baker 1906. Berresa rufa ingår i släktet Berresa och familjen nattflyn. Inga underarter finns listade i Catalogue of Life.